# Schulzia compacta
Schulzia compacta är en flockblommig växtart som först beskrevs av Carl Friedrich von Ledebour, och fick sitt nu gällande namn av Carl Friedrich von Ledebour. Schulzia compacta ingår i släktet Schulzia och familjen flockblommiga växter. Inga underarter finns listade i Catalogue of Life.